# GJ 1267
GJ 1267 is een oranje dwerg met een spectraalklasse van K7Vk:. De ster bevindt zich 42,83 lichtjaar van de zon.